# Публий Корнелий Сципион Азиатский
Публий Корнелий Сципион Азиатик ("Азиатский") (лат. Publius Cornelius Scipio Asiaticus) (около 41 — после 68 года) — римский военный и политический деятель, консул-суффект в 68 году.
Публий Корнелий был сыном Публия Корнелия Лентула Сципиона (консула-суффекта в 24 году) и Поппеи Сабины Старшей. У него были сводная сестра Поппея Сабина и сводный брат Публий Корнелий Сципион.
Возможно, родился во время азиатского проконсульства отца, в связи с чем и получил когномен Asiaticus. В октябре-декабре 68 года был консулом-суффектом, вероятно, заняв эту должность ранее установленного законом возраста.